# Synagoge Ivančice
Koordinaten: 49° 6′ 12,9″ N, 16° 22′ 39,8″ O

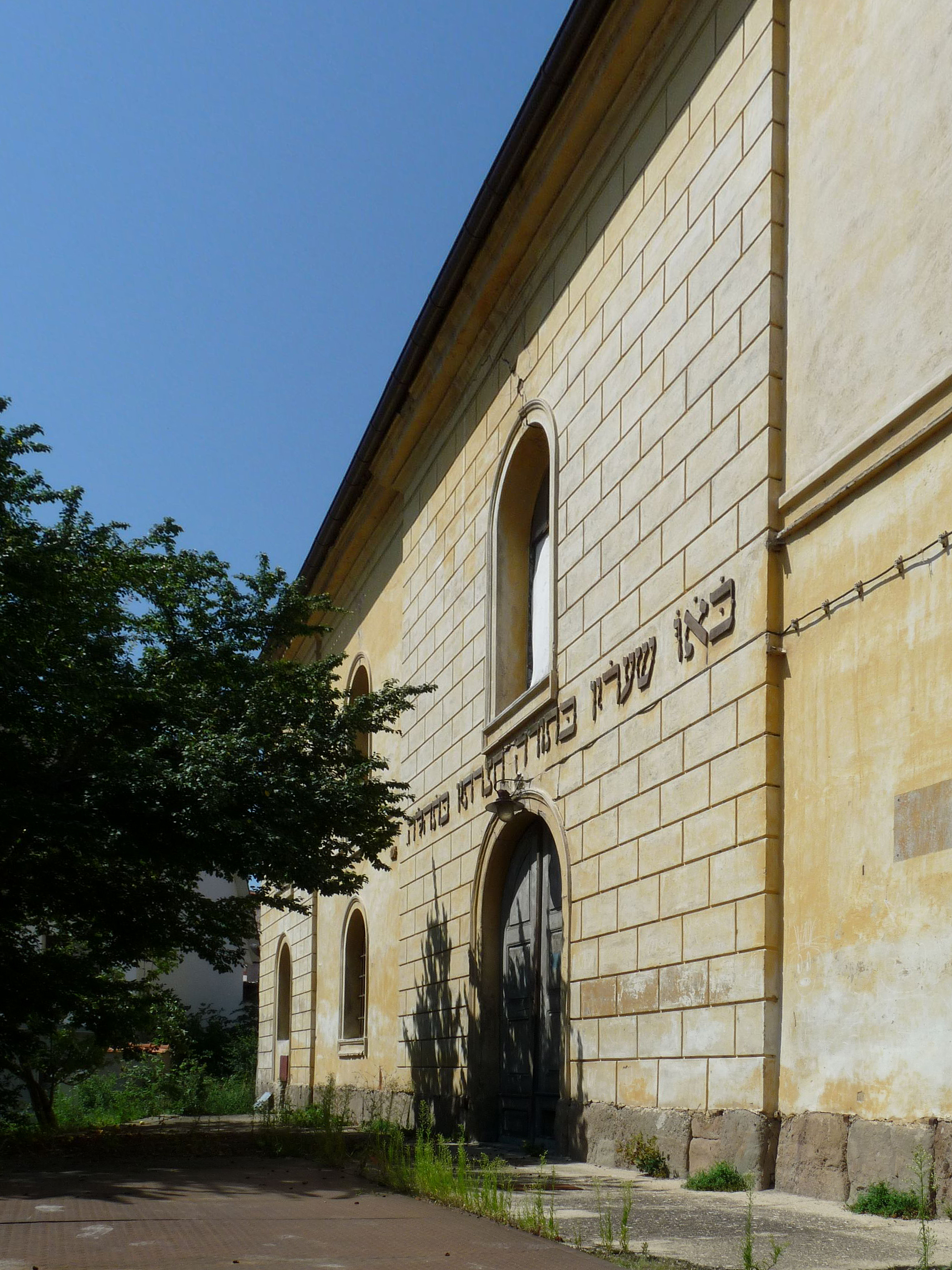
Synagoge in Ivančice

Die Synagoge in Ivančice (deutsch Eibenschütz oder Eibenschitz), einer Stadt im Bezirk Okres Brno-venkov in Tschechien, wurde von 1851 bis 1853 errichtet. Die profanierte Synagoge in der Josef Vávra-Straße 26 ist seit 2008 ein geschütztes Kulturdenkmal.

## Geschichte
In Ivančice sollen seit dem 10. Jahrhundert Juden gewohnt haben, damit würde der Ort zu den ältesten von Juden bewohnten Orten Mährens gehören. Die Jüdische Gemeinde Ivančice ist seit der zweiten Hälfte des 15. Jahrhunderts urkundlich nachweisbar. 
Die Synagoge im spätklassizistischem Stil wurde an der Stelle eines älteren Vorgängerbaus errichtet.

## Heutige Nutzung
Die Synagoge wurde ein halbes Jahrhundert lang als Lagerraum zweckentfremdet. Ab 2008 wurde sie denkmalgerecht restauriert und wird nun für kulturelle Veranstaltungen genutzt. 